# Ballistix
Ballistix (probabile alterazione di ballistics, "balistica") è un videogioco d'azione pubblicato nel 1989 per i computer Amiga, Atari ST, Commodore 64 e MS-DOS dalla Psyclapse, un'etichetta della Psygnosis. Lo stesso anno la Superior Software pubblicò versioni per BBC Micro ed Electron, con il titolo a video Ballistix!. Nel 1991 è stato convertito per la console PC Engine. Rappresenta uno sport fantasioso, con atmosfera infernale e futuristica, il cui scopo è fare gol con un disco, sparandogli contro palline più piccole per deviarne la traiettoria.
Il meccanismo venne spesso paragonato a quello del gioco da tavolo di agilità Crossfire (Cross Fire - Tiro incrociato nell'edizione italiana), mentre lo stile estetico poteva ricordare Speedball.
La copertina del gioco, disegnata da Melvyn Grant, era già stata usata per il romanzo The Steel Tsar e la versione rimasterizzata del 1987 dell'album Rocka Rolla. Raffigura una creatura in volo intenta a sganciare bombe.

## Modalità di gioco
Ballistix si svolge su un'arena vista dall'alto, con scorrimento verticale. L'arena è piastrellata e delimitata da pareti, con due porte alle due estremità in alto e in basso. Lo sport consiste nel far entrare nella porta avversaria una sfera rotolante, definita disco nel manuale. Lo scorrimento segue il disco.
I bordi del campo sono contornati da teschi e compaiono altre decorazioni macabre, come un braccio scarnificato che mette in campo il disco all'inizio delle azioni. Su Amiga/ST/DOS è presente anche un pubblico mostruoso e su Amiga/ST un personaggio demoniaco annuncia con voce digitalizzata "Let the game commence" ("Che il gioco inizi").
Possono partecipare due giocatori umani in competizione, nel qual caso il campo è piano e il disco tende gradualmente a fermarsi se non sospinto; oppure si può giocare in singolo, nel qual caso non c'è un vero e proprio avversario, ma il campo è in pendenza e la gravità spinge costantemente il disco verso la porta del giocatore (in basso), mentre il giocatore deve farlo arrivare alla porta opposta.
Con le opzioni di default, ogni giocatore umano controlla un cursore a forma di freccia che può spostare liberamente sullo schermo. La freccia si orienta automaticamente verso il disco, limitatamente alle 8 direzioni cardinali. Il giocatore può lanciare sul campo palline rotolanti, che partono dalla freccia e viaggiano inizialmente nella sua direzione. Quando le palline colpiscono il disco possono spingerlo e alterarne il movimento, sebbene con forza limitata perché sono più piccole di lui. Per regolare opportunamente la direzione si può colpire il disco di taglio, su porzioni più esterne della sua superficie. Su Amiga/ST/DOS è disponibile anche un tasto unico per dare uno scossone al campo nel caso in cui il disco sia bloccato.
Le palline lanciate restano in campo per un breve tempo predefinito, o anche meno se fuoriescono dai punti di raccolta a fondo campo. Ogni giocatore ha una scorta ricaricabile di palline e non può più lanciarne quando è esaurita. Man mano che le palline vengono eliminate dal campo, rientrano nella scorta. Nella modalità a due giocatori le palline non tornano necessariamente a chi le ha lanciate, ma vengono assegnate all'uno o all'altro concorrente a seconda della sua posizione sul campo. Quindi può capitare di non poter più sparare se tutte le palline sono in mano all'avversario, finché questi non ne rilascia qualcuna. D'altra parte, se il giocatore con le palline resta troppo a lungo senza sparare, verranno trasferite all'altro come penalità.
Le diverse arene possono essere caratterizzate dalla presenza di ostacoli nello stile di un flipper, come barriere, corridoi, respingenti, magneti, frecce che accelerano il disco, trappole che lo fanno riapparire altrove. Disco e palline rimbalzano o risentono degli ostacoli, mentre le frecce dei giocatori li sorvolano indisturbate.
Alcune piastrelle possono raffigurare icone che se colpite dalle palline conferiscono bonus e altri effetti speciali, tra cui le lettere che compongono la parola "ricochet", che se completata concede un grosso bonus di punteggio.
Normalmente per vincere un incontro, che nel giocatore singolo significa passare al livello successivo, bisogna segnare tre gol. In molte versioni ci sono in tutto 50 livelli per giocatore singolo e 80 arene selezionabili per le sfide a due giocatori, tutti caratterizzati da conformazioni diverse.
Nelle versioni Amiga/ST sono disponibili molte opzioni dal menù principale per variare i parametri di gioco, tra cui il numero di gol richiesto, il numero totale di palline disponibili, il rateo di autofuoco, la velocità del disco e la durata in campo delle palline.
Su Amiga/ST/DOS una particolare opzione può variare significativamente il funzionamento del gioco: al posto delle frecce i giocatori possono controllare un mirino, così anziché dalla freccia le palline vengono sparate da un punto fisso sulla propria porta, in direzione di dove si trova il mirino. Questa modalità richiede molto tempismo, è più strategica e ha ritmi più lenti.
Queste opzioni sono generalmente assenti o ridotte nelle altre versioni.
Su BBC Micro ed Electron ci sono soltanto 29 livelli in giocatore singolo e 30 per due giocatori. Sono assenti inoltre tutte le opzioni per cambiare i parametri di gioco.
La versione per PC Engine introdusse nella grafica un veicolo con cannone spara-palline al posto della freccia. Questa versione inoltre è l'unica che permette di giocare in singolo anche contro un avversario controllato dal computer (con un suo veicolo, come nel multigiocatore), in alternativa alla solita modalità con campo in pendenza.

## Accoglienza
L'accoglienza della critica a suo tempo fu positiva, in media. Dal punto di vista estetico e tecnico, Ballistix veniva di solito apprezzato. La giocabilità invece divideva maggiormente le opinioni. Sebbene per molte fosse appassionante, diverse riviste ritennero il divertimento poco longevo in quanto il gioco diventa presto monotono. Alcune lo ritennero più divertente se giocato in due. Altre riviste giudicarono il gameplay confusionario.
Zzap! (voto complessivo 76% alla versione Commodore 64) ritenne Ballistix ben fatto ma poco longevo, con gameplay caotico, basato sullo sparare all'impazzata.
Per Amiga Byte è molto frenetico e divertente, specialmente se giocato in due, e grafica e sonoro sono di qualità Psygnosis.
Guida Videogiochi lodò la grafica ma ritenne il gioco monotono (interesse 11/20).
Per Aktueller Software Markt (Atari ST) è piacevole grazie alla buona presentazione tecnica, meglio se giocato in due.
Génération 4 (Amiga/ST) fu particolarmente entusiasta, valutando un interesse del 94%.
Per Videogame & Computer World è godibile e avvicente, grafica e giocabilità sono entrambe molto apprezzate, tuttavia il voto finale era limitato a 7/10 (Atari ST).
The Games Machine trovò la tecnica simile a quella di Xeno, ma nell'azione di gioco viene dato poco spazio alla strategia e troppo è concesso al "mero casino" (52% Atari ST, 51% MS-DOS).
Per Commodore User (76% Amiga) il gioco è avvincente, ma il carente controllo sulla palla può diventare frustrante.
Per K (686/1000 Amiga) comincia bene, ma è privo di un'azione di gioco appassionante. Nonostante la varietà dei campi, la sostanza non cambia e finisce per annoiare.
Sempre secondo K la versione MS-DOS era appena sufficiente e non all'altezza di quelle per Amiga e ST, e lo stesso disse ACE della versione C64.
Your Commodore (62% Commodore 64) lodava molto la grafica, ma senza entusiasmo sul gioco.
Zzap!64 (72% Commodore 64) apprezzava di più il multigiocatore.
Per ANALOG Computing il gioco su Atari ST era "totalmente accattivante".
Per Power Play (56% Amiga/ST) l'azione diventa facilmente un po' confusa e finisce per dipendere troppo dalla fortuna. Meglio comunque il multigiocatore.
64'er (7/10 Commodore 64) apprezzò molto la grafica, ma non il sonoro.
Computer Gaming World (Amiga/ST), una delle riviste più entusiaste, trovò il gioco ben fatto, graficamente ottimo, molto appassionante, meglio di molte simulazioni di sport veri che erano in circolazione. Criticava solo che con i livelli si sarebbe potuto fare di meglio: poco creativi, pochi in numero per il giocatore singolo, mancanza di un editor.